# تمرد الإخوان
تمرُّد الإخوان أو ثورة الإخوان هي ثورة مسلَّحة قادها بعضُ قادة حركة إخوان من أطاع الله السلفية الجهادية، على ملك مملكة الحجاز ونجد وملحقاتها عبد العزيز بن عبد الرحمن آل سعود. بدأت أولى مقدِّمات الثورة سنة 1926 في مؤتمر الأرطاوية بعد انتهاء الحرب النجدية الحجازية (1924- 1925) التي قضت على مملكة الحجاز. وأراد الإخوان بعد عودتهم من الحجاز مواصلة شنِّ الغارات على مناطق الانتداب البريطاني في العراق والكويت، في حين سعى الملك عبد العزيز لوقف تلك الهجَمات لتبرز بذلك بداية خلافهم مع الملك عبد العزيز. 
في ذلك الوقت كانت السلطنة النجدية ملتزمة باتفاقية العقير مع بريطانيا بمنع الغزو بين قبائل نجد والعراق، وَفقًا لمعاهدة بحرة الموقعة عام 1925، إلا أن الملك عبد العزيز لم يكن قادرًا على منع الإخوان من الجهاد في العراق حتى حلول شتاء عام 1929 حين أدَّى اعتداء قوَّات ابن بجاد على تجَّار الجِمال النجديين من القصيم وعلى قبيلة شمر استياءً كبيرًا في نجد، فعزم عبد العزيز على محاسبة ابن بجاد، وحشد قوَّاته في الزُّلفي في 5 مارس (آذار)، والتحقَ به أغلب حاضرة نجد وقبائل شمر وحرب وقحطان، فيما التحق فيصل الدويش بابن بجاد في جراب بشمال الزلفي. 
أرسل الملك عبد العزيز أحدَ كبار مشايخ الدين إلى ابن بجاد لإقناعه برفع الخلاف المتعلِّق بالمذابح التي ارتكبتها قوَّاته ضد تجَّار الجِمال والمسلوبات التي نُهبت، إلى محكمة دينية لتفصل فيه، إلا أن ابن بجاد رفض العرض بحُجَّة أن ذلك ما هو إلا مؤامرة عليه، وأن نهايته معروفة لما رأى أن رجال الدين أصدقاء لابن سعود، وسوف يُصدرون عليه حُكمًا بالإعدام. وحين أصرَّ الإخوان على موقفهم أمر الملك عبد العزيز قوَّاته بمهاجمة الإخوان في 29 مارس 1929، وأصيب الدويش بجروح بالغة، ووعد الملك بالإبقاء على حياته شرط أن يخضعوا لحُكم الشرع، وسمح له بالعودة إلى الأرطاوية وأن يعالجَ على أن يسلِّم نفسه للرياض بعد شفائه، في حين استسلم ابن بجاد في شقراء وسُجن في الرياض وتوفي في السجن.
حين تعافى الدويش من جراحه عاد لإشعال الثورة مرَّة أُخرى بانضمام العجمان إلى مطير، وشنُّوا غارات على قوَّات ابن سعود في مواقعَ متفرقة في نجد، وبسبب الصيف لم يقدر الملك عبد العزيز على حشد قوَّاته، وفي أكتوبر (تشرين الأول) 1929 انسحبت قوَّات الإخوان إلى الكويت حيث استسلمت في 10 يناير (كانون الثاني) 1930 إلى القوَّات البريطانية، فسُجن فيصل الدويش ونايف بن حثلين شيخ العجمان، وقبلهم سلطان بن بجاد أمير عتيبة في 1929، ومع انتهاء الثورة انتهت حركة الإخوان.

## التاريخ

### التأسيس
بدأت حركة الإخوان السلفية الجهادية بعد قيام القبائل العربية النجدية بترك حياة البادية وترك السكن في بيوت الشعر من أجل التحضر و الاستقرار في أماكن معينة، وبنوا لسكناهم بيوتا من الطين سميت بـ «هجرة» إشارة إلى أنهم هجروا حياتهم السابقة وأول هجرة بنيت هي الأرطاوية عام 1911 ثم سرعان ما انتشرت الهجر في بلاد نجد وأصبح قبائلها ينقطعون في الهجر للعبادة وسماع السيرة النبوية وغزوات الرسول وحفظ القرآن والحديث وتعلم مبادئ القراءة

### التشدد
أصبح الإخوان شيئا فشيئا متطرفين يعتقدون أن لا إسلام لمن لا يسكن الهجر وترك حياة البادية فلا يسلمون على من لا يسكن الهجر ولا يأكلون من ذبائحهم كما أنهم رأوا أن لبس العمامة هو السنة وأن لبس العقال من البدع المنكرة بل غالى بعضهم فجعله من لبس الكفار.
كما كانوا إذا وجدوا الثوب زائدا فإن المقص يعمل عمله في الزائد تنفيذا للحديث «وما تحت الكعبين في النار» وكانوا يعارضون الهاتف والتلغراف لكونه من عمل الشيطان وكانوا يقطعون أسلاك الهاتف ورغم كل ذلك تحملهم الملك عبد العزيز لدرجة أنه اضطر إلى التنازل عن تلغراف المدينة اللاسلكي عام 1926 استجابة لهم. وكان الملك عبد العزيز يقول: «إن الإخوان يجب احتمالهم ومهما فعلوا فإن حالتهم الآن خير من حالتهم الأولى وأما هذه العصبية والشدة: فالزمن كفيل بتخفيف حداتها»

### الانتصارات العسكرية
ساهم الإخوان بشكل مؤثر في تحقيق انتصارات عسكرية لإمارة الرياض مكنتها من الانتصار على إمارة حائل وعلى مملكة الحجاز وعلى دولة الأدارسة في عسير. يقول حافظ وهبة مستشار الملك عبد العزيز: «أصبح الإخوان لا يهابون الموت، بل يندفعون إليه اندفاعا طلبا للشهادة ولقاء الله. وقد شاهدت بعض مواقعهم الحربية، فوجدتهم يقذفون بأنفسهم إلى الموت قذفا، ويتقدمون إلى أعدائهم صفا صفا، ولا يفكر أحدهم في شيء إلا هزيمة العدو وقتله. والإخوان على العموم لا تعرف قلوبهم الرحمة على الاعداء ولا يفلت من تحت أيديهم أحد. فهم رسل الموت أينما رحلوا»

## مقدمات الثورة
كانت السيطرة على مملكة الحجاز نقطة تحول في مصير الإخوان الوهابيين الذين خرجوا من بلاد نجد واصطدموا بالعالم الخارجي سواء في جدة بلد القناصل والتجارة أو مكة حيث الحجاج من مختلف أنحاء العالم الإسلامي. وكان على الإخوان ان يتكيفوا مع تلك المتغيرات ولكنهم لم يكونوا مهيئين لذلك، وهكذا بدأت الخلافات تطفو على السطح ويمكن تجزئتها إلى خلافات حجازية وخلافات نجدية.

### الخلافات الحجازية
قضية حصار جدة
أصر زعماء الإخوان على فتح جدة عنوة طمعا في أغنى مدن الحجاز، فعارضهم الإمام عبد العزيز خوفا من تدخل الإسطول الإنجليزي المرابط على الساحل لحماية الرعايا الأجانب.
معارضة نظام الملكية المطلقة و حصر السلطة في أسرة آل سعود
أراد زعماء الاخوان فيصل الدويش وسلطان بن بجاد من الملك عبدالعزيز أن يقوم بتعيينهما أميرين على مكة المكرمة والمدينة المنورة بسبب دورهما الرئيسي في السيطرة على مملكة الحجاز لصالح ابن سعود ، وفي رواية أخرى إنهما طلبا إمارة المدينة للدويش لأنه هو الذي فتحها، وإمارة الطائف لإبن بجاد لأن رجاله هم الذين فتكوا بأهلها. لكن الإمام عبد العزيز رفض ذلك مراعاة لشعور الحجازيين من جهة، ومن جهة أخرى رغبته في إعلان نظام الملكية المطلقة و حصر تعيين امراء المدن و المقاطعات بآل سعود فقط. فعين عبد الله بن جلوي أميرا على الأحساء وابن عمه عبد العزيز بن مساعد اميرا على حائل.
غضب الزعيمان لحرمانهما من السلطة التي ساهموا في نشأتها ولاستئثار آل سعود بها، فانسحبا من مملكة الحجاز مع قواتهما إلى سلطنة نجد حيث بدءا العمل ضد الإمام عبد العزيز. وانضم اليهما ضيدان ابن حثلين أمير العجمان الناقم على عبد العزيز لأنه منعه من الاشتراك بحرب الحجاز بعدما تقاعس عنها فحرمه بذلك من مغانم الغزو.
قضية المحمل المصري
شهد صيف 1925 أول موسم حج بعد السيطرة النجدية على مدينة مكة، فكانت المدينة مليئة بالأخوان الذين جاءوا للحج. وحرص المصريون على إعطاء انطباع جيد عنهم لدى مملكة الحجاز ونجد الجديد، فدخل المحمل تتقدمه فرقة موسيسقية يحيط بها حراس المحمل من المصريين.
طالب الاخوان من الموسيقيين أن يوقفوا عزفهم لأن ذلك يعتبر تدنيسا للمقدسات الإسلامية ، فلم يلتفتوا إليهم وتابعوا مسيرهم كما اعتادوا فعله في السنين الماضية. فهاجمهم الاخوان واطلقوا النار عليهم وقتلوا بعضهم. ولم تنفع وساطة الأمير فيصل بن عبد العزيز. فكانت النتيجة أن المصريين قطعوا علاقاتهم مع مملكة الحجاز و نجد و ملحقاتها ورفضوا ان ينسجوا الكسوة بعد ذلك، وهكذا توقف المحمل المصري. فأورث الاخوان مشكلة سياسية لإمامهم عبدالعزيز آل سعود بمجرد احتكاكهم بأقوام مسلمة أخرى.
قضية التبغ
كان الإخوان يحرمون تدخين التبغ ويكفرون المدخنين. فلما دخل الإمام عبد العزيز مدينة جدة امر بحرق التبغ الموجود في الجمرك ومخازن التجار. فجاء إليه هؤلاء يخبرونه بأن في مخازن جدة تنباك قيمته مئة ألف جنيه، ثم حدثوه عن ايرادات الحكومة الملكية الحجازية من الرسوم المفروضة على الدخان، وعن الرسوم المستحقة لحكومة الملك علي آخر ملوك الحجاز والتي اضحت الآن من حق الإمام النجدي وهي تشكل موردا رئيسيا من موارد الدولة المالية. واصغى الإمام عبد العزيز إليهم بانتباه وعلى اثر ذلك صدرت فتوى من العلماء تقول: «أن الدخان مكروه ولكنه ليس من الكبائر». فارتاح القوم ودخلت رسوم الدخان إلى خزينة الدولة.
قضية التلفون والتلغراف والسيارات
اعتبر الإخوان ان كل الاختراعات الحديثة من تلفون وتلغراف وسيارة ودراجة وساعة من أعمال السحر والشيطان فحرموها. وبلغ من نفوذهم أنهم منعوا الإمام عبد العزيز من استخدام التلغراف خلال الحرب النجدية الحجازية. وفي أثناء حصار جدة لم يستطع الإمام عبدالعزيز ان يمد التلفون من مكة إلى معسكره. واضطر سنة 1926 إلى إلغاء تلغراف المدينة، حيث كان الإخوان يقطعون اسلاك التلفون لأنه منكر يجب ازالته.

### الخلافات النجدية
لم تكن الخلافات الحجازية بين الإخوان والإمام عبد العزيز آل سعود، بل كانت بينهم وبين التطور والمدنية الحديثة التي لم يتقبلوها بادئ الأمر. أما الخلافات النجدية فاتخذت شكلا أكثر حدة وخطرا لدى الإخوان بعد عودتهم من الحرب في الحجاز عام 1925، وتطورت إلى ثورة ومواجهة هدفها خلع الملك عبد العزيز.
مؤتمر الأرطاوية (1926)
زار فيصل الدويش شيخ مطير هجرة الغطغط لرؤية سلطان بن بجاد أحد شيوخ عتيبة، فبدأت المؤامرة على الملك عبد العزيز إذ اتفقا على عقد اجتماع سري في الأرطاوية يحضر معهما ضيدان بن حثلين شيخ العجمان وبعض زعماء القبائل الثلاث. وفي نهاية عام 1926 عقد قادة الإخوان اجتماعا في الأرطاوية وتعاهدوا في المؤتمر على نصرة دين الله والجهاد في سبيله، وقد أنكروا صراحة على الملك عبد العزيز الأمور التالية:
1. ركونه للإنجليز وتعاونه معهم ومجالستهم وعقده المعاهدات وهي أمور ينكرها الشرع.
2. تنصيب نفسه ملكا والإسلام يحرم الملكية.
3. إرسال ابنه الأمير سعود إلى مصر.[7]
4. إرسال ابنه الأمير فيصل إلى لندن.[7]
5. استخدام السيارات والتلغراف والتلفون.[7]
6. الضرائب في الحجاز ونجد المخالفة للشريعة.[7]
7. الاحتجاج على إعطاء الإذن لقبائل العراق وشرق الأردن بالرعي في أراضي المسلمين (حسب وصفهم)[7]
8. الاحتجاج على منع المتاجرة مع الكويت، لأن أهل الكويت إن كانوا كفارا حوربوا وإن كانوا مسلمين فلماذا المقاطعة.[7]
9. سماحه بدخول المحملين المصري والشامي مكة بالسلاح والموسيقى.
10. سكوته عن شيعة الأحساء والقطيف وعدم إجبارهم على الدخول في دين أهل السنة والجماعة.[7]
11. معارضته لهدم قبور الصحابة في مكة والمدينة.

### مؤتمر الرياض (1927)
حينما بلغ الملك عبد العزيز خبر اجتماع الإخوان في الأرطاوية عجل بالرجوع من الحجاز إلى الرياض، ودعى إلى مؤتمر فيها في كانون الثاني/يناير 1927 حضره شيوخ القبائل والعلماء وعدد من الإخوان وتغيب عنه سلطان بن بجاد الذي برر عدم حضوره بقوله: «أنه لم يعد يثق بعبد العزيز بعدما اتخذنا قرارا بتجريمه وعزله». وقد خلص المؤتمر إلى إعلان الملك عبد العزيز ملكا على نجد (لقبه السابق هو سلطان نجد وملك الحجاز) كما أصدر المؤتمر فتوى جاء أبرز ما فيها:
1. إزالة القوانين التي في الحجاز ولا يحكم إلا بالشرع.
2. مسألة تحريم أو إباحة التلغراف تحتاج إلى الوقوف على حقيقته كونها غير معروفة.
3. إلزام الشيعة بالبيعة على الإسلام ومنع إظهار شعائرهم.
4. منع القبائل الشيعية العراقية من دخول البوادي التابعة لنجد.
5. مسألة الجهاد متروكة إلى الإمام وعليه أن يراعي ما هو أصلح للإسلام والمسلمين.

كان البند الأخير المتعلق بحصر الدعوة إلى الجهاد بالإمام وحده قد أثار الإخوان حيث لم يقبلوا بها وسألوا عبد العزيز: كيف كان الجهاد مطلوبا لما كان يوسع من رقعة حكمه ولم يعد مقبولا بعدما صار يتعرض لمصالح الدولة البريطانية وحلفائها؟.

## الثورة والمواجهة

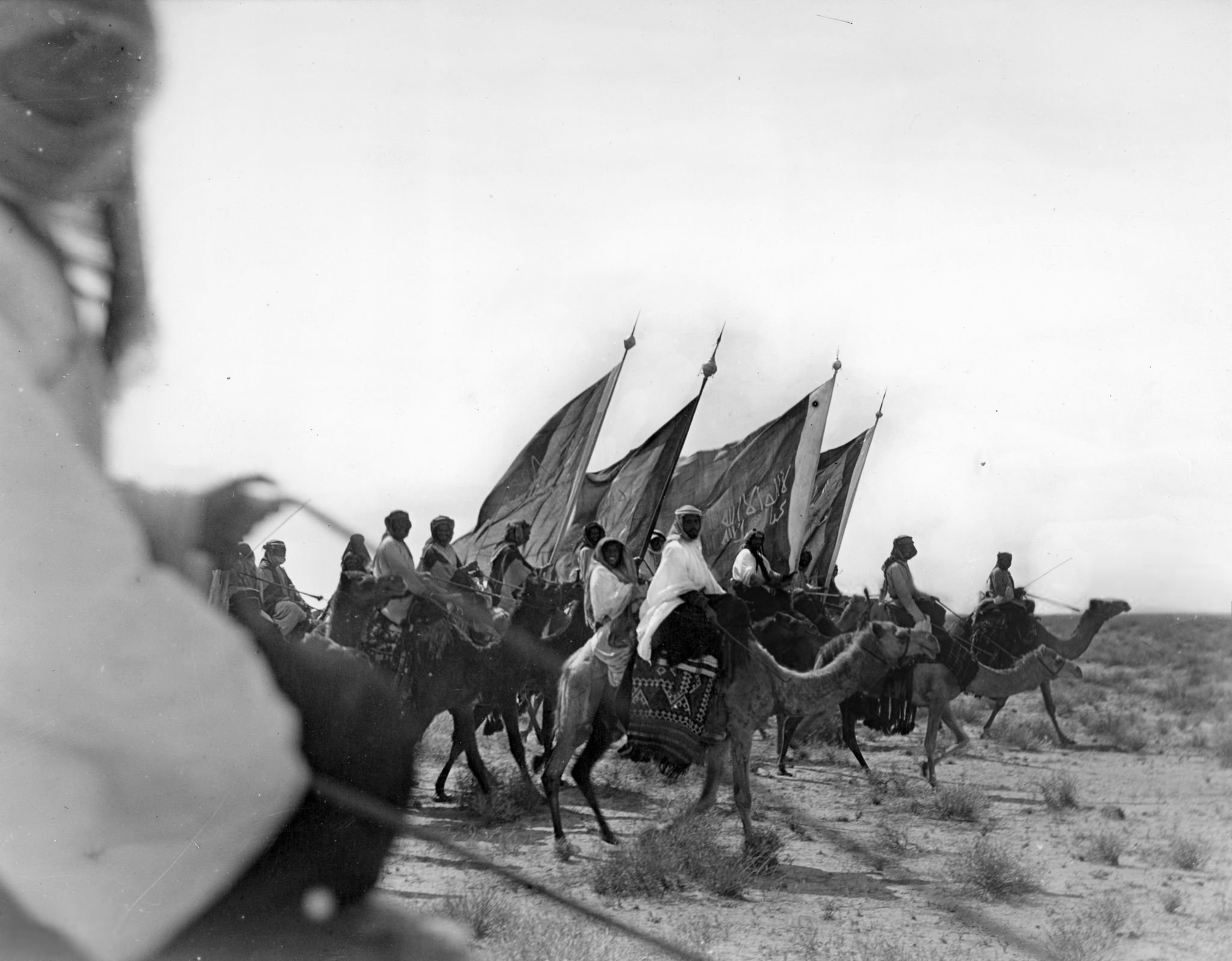
جيش الإخوان.

### الاعتداءات على الحدود العراقية والكويتية
خلال تلك الفترة أنشأ الأردن قوة حرس حدود وحصن العراق حدوده مع نجد حيث أقام سلسلة مخافر على آبار المياه منها مخفر البصية ووضع فيها عددًا من الجنود والعمال. ورأت الحكومة السعودية ان ذلك يخالف اتفاقية العقير فطالبت بإزالة المخفر وبدأت المفاوضات حوله. لكن فيصل الدويش لم ينتظر انتهاء المفاوضات فهاجم المخفر في يوم 5 نوفمبر 1927 وقتل جميع أفراده.، وكان هدف الدويش من ذلك إظهار الملك عبد العزيز أمام الإخوان بمظهر المتخاذل بشؤون الدين وإحراج موقفه مع العراق والإنجليز‏.
وفي 27 يناير 1928 أغار ابن عشوان من شيوخ مطير على عشائر عريبدار بالقرب من الكويت مما أدى إلى ملاحقة القوات الكويتية له ونشوب معركة الرقعي. وفي 19 شباط فبراير 1928 هاجم فيصل الدويش بـ 2,300 مقاتل الجوارين من المنتفق في جريشان جنوب غرب الزبير وتسبب في مصرع 26 شخصا من جانب القبائل العراقية وجرح 80 شخصا إضافة إلى سلب 1,800 رأس من الأغنام و 120 جملًا. وكرد فعل بريطاني على غارات الإخوان نفذ سلاح الجو الملكي البريطاني في العراق غارات جوية على الإخوان في أيام 19 و 20 و 21 شباط/فبراير وخلال العمليات تمكن الإخوان من إسقاط إحدى طائرات سلاح الجو الملكي وقتل قائدها البريطاني.
وفي بداية 1929 قام سلطان بن بجاد وفيصل الدويش بحشد قواتهما لشن الغارات على القبائل العراقية فتحرك الدويش من الأرطاوية باتجاه الشمال مروراً بحفر الباطن إلى الجليدة حيث وصلها في 19 فبراير إلا ان خبر وصوله كان قد تسرب وتجمعت القبائل العراقية تحت قيادة غلوب باشا في الأبطية لذا قرر الإخوان التراجع والنزول في حفر الباطن، بينما أكمل سلطان بن بجاد هجومه يتبعه 3,000 مقاتل ووصل في 21 فبراير جنوب غرب الأبطية في العراق وقسم قواته ثلاثة أقسام متساوية؛ قسم يقوم بالهجوم على تجار الجمال النجديين وأغلبهم من أهل القصيم وقسم يهاجم شمر وقسم قاده سلطان بن بجاد بنفسه ضد بدو اليعاحب في الجميمة.

### مؤتمر الرياض (1928)
سبب هجوم سلطان بن بجاد على التجار وأغلبهم من القصيم وعلى شمر استياءً كبيرا في نجد، وكذلك سببت غزوات الإخوان ضد حدود الدول المجاورة احتجاجا للعراقيين والبريطانيين لدى الحكومة السعودية، واعتبروها مسؤولة عن أمن الحدود حسب معاهدة العقير. فاجتمع الملك عبد العزيز في جدة مع ممثل الحكومة البريطانية السير جيلبرت كلايتون للبحث عن مخرج لهذا الأمر، ولكن الاجتماع انفض دون التوصل إلى حل.
عاد الملك إلى الرياض وقد ضاقت به الأمور، فالإخوان يتحدونه، والإنجليز يضغطون عليه ويطالبونه بتنفيذ تعهداته. فعقد في يوم 5 تشرين الثاني/نوفمبر 1928 مؤتمرًا لشيوخ نجد والإخوان. بلغ عدد الحاضرين نحو 800 شخص ولم يحضر الدويش ولا ابن بجاد. كان من بين الأمور التي بحثها المؤتمر مسائل السيارة والهاتف والساعة حيث قال الملك عبد العزيز إنها من الأمور النافعة لكنه على استعداد لمنعها وتدميرها بشرط أن يدمر الإخوان أسلحتهم وذخائرهم. كما أطلع الملك عبد العزيز المؤتمر على المفاوضات الدائرة بينه وبين البريطانيين والمتعلقة ببناء المراكز الحدودية وأخبرهم بتمسك بريطانيا بهذه المراكز لكنه ألقى بمسؤولية بناء هذا المراكز على الدويش بسبب تعديه المتكرر على الحدود العراقية، فجدد له الجميع -بمن فيهم الإخوان الحاضرون- البيعة على السمع والطاعة. نال الملك عبد العزيز من هذا المؤتمر أو الجمعية العمومية ما أراد: تجديد البيعة له، وحصر حق إعلان الجهاد بشخصه، مما يعني أن غزوات الإخوان التي منعها أضحت مخالفة للدين، وهكذا بدل الإخوان من مجاهدين إلى خوارج مهدور دمهم ومالهم.

### السبلة
قام الملك عبد العزيز آل سعود بحشد قواته في بريدة ، وبذل المال والعطايا للحضر والبدو حيث منح ثلاثة جنيهات لكل مقاتل مع وعد بالمزيد، فتجمع لديه عدد عظيم بحيث فاقت قواته قوات خصومه بثلاث مرات.
وبينما كان الدويش في حفر الباطن وابن بجاد في لينة يوزع الأسلاب على أتباعه بلغه أن ابن سعود يحشد قواته في القصيم، فرتب لانضمام قواته إلى الدويش وتجمعوا في جراب بشمال الزلفي. أما ضيدان بن حثلين فبقي في الأحساء ولم يشترك في المعركة ولكن كان يحمي ميسرة الإخوان من أي هجوم مباغت قد يشنه فهد بن جلوي، حيث خيم هو ومعه ابن شقير وابن لامي قريبا من جرية على بعد 130 ميلا جنوب الكويت. 
وابتدأت المعركة في السبلة قرب الأرطاوية فجر السبت 18 شوال 1347 هـ / 30 آذار/مارس 1929 م، وانتهت خلال أقل من نصف ساعة، حيث كان العامل الحاسم فيها اثني عشر مدفعا رشاشا نجح الملك بإخفائها عن الإخوان إلى حين المعركة فحصدتهم حصدا وولوا الأدبار تتبعهم خيالة الأمير فيصل بن عبد العزيز لملاحقة المنهزمين وقتلت منهم عددًا كبيرًا. أصيب فيصل الدويش خلال المعركة في خصره وأسر، فاستعفى من الملك فعفى عنه بعد ما رأى جراحه وسمح له بالعودة إلى الأرطاوية. ثم جاء سلطان بن بجاد يعرض الاستسلام أملا أن يعاد إلى هجرته في الغطغط لكن الملك ألقى القبض عليه وسجنه في الرياض ودمر هجرته، ثم كافأ المحاربين وعوضهم عن خسائرهم وسرحهم. وقد أرسل إلى ضيدان بن حثلين رسالة يشكره فيها لعدم انضمامه إلى الإخوان في سبلة، وأرسل إليه كتاب أمان كي يتسنى التنقل أينما شاء. وسار هو إلى مكة للحج معتقدا أنه أنهى ثورة الإخوان.

### اغتيال ضيدان بن حثلين واشتعال الثورة مجددا
بعد هزيمة الإخوان في معركة السبلة أرسل أمير الأحساء عبد الله بن جلوي إلى شيخ العجمان ضيدان بن حثلين للمثول عنده في الأحساء لكنه رفض، فأرسل ابن جلوي ابنه فهد للقبض على ضيدان في هجرته الصرار. وصلت قوات فهد بن جلوي قرب الصرار في 30 أبريل 1929 وعسكرت في العوينة على مسافة 25 كم من الصرار، وطلب ابن جلوي من ضيدان القدوم إليه في المعسكر وما إن وصل حتى قيد واعتقل وحينما خيم الليل ولم يعد ضيدان ثار العجمان وشنوا هجومهم على المعسكر في صباح اليوم التالي بقوة مؤلفة من 1,500 مقاتل ولما رأى فهد بن جلوي علامات الهزيمة أمر بقتل ضيدان. وقتل فهد نفسه خلال المعركة. وخوفا من بطش أمير الأحساء لمقتل ابنه فر العجمان شمالا إلى الوفرة وتولى قيادتهم نايف بن حثلين. في 23 يونيو/حزيران شن العجمان هجوما على العوازم الذين تساندهم قوات أمير الأحساء في رضى أسفرت الغارة عن مقتل 45 قتيلا من العجمان و15 قتيلا من العوازم.
في ذلك الوقت كان فيصل الدويش الذي كان يعتقد الجميع أنه يموت موتا بطيئا منزويا في هجرته الأرطاوية، وكان سلطان بن بجاد يقبع في السجن، بعد أن تعافى الدويش من جراحه خشي أن يلاقي مصير ابن بجاد ويسجن فترك الأرطاوية واستقر بين الأحساء والكويت وألقى الدويش بكل ثقله إلى العجمان في 19 يونيو 1929 وكانت أول خطوة أقدم عليها الدويش عند وصوله إلى الحدود الكويتية هي دعوة الشيخ أحمد الجابر حاكم الكويت للانضمام إلى التمرد مقابل استرداد الأراضي التي اقتطعت من الكويت. رفض أحمد الجابر العرض بعد تحذيرات بريطانية من مساندة المتمردين كما أحيط الشيخ أحمد علما بأن كل من يحاول اجتياز الحدود سيتعرض للقصف الجوي بقنابل الطائرات. في 28 يونيو جدد الدويش محاولاته لإقناع الشيخ أحمد الجابر بمساعدة التمرد وبعث إليه عدة رسائل مع عدد من كبار زعماء الإخوان وذكر الدويش في رسائله أن المؤن والإمدادات هي كل ما يفتقر إليه وأنه سوف يتولى هو بقية الأمر، وبالرغم من ذلك رفض الشيخ أحمد عروض الإخوان.
في أثناء ذلك ثار الشيخ مقعد الدهينة في بعض قبائل عتيبة تناصرهم الإخوان، فاشتعلت نجد بكاملها، وصار الوضع على الإمام عبد العزيز الموجود في الحجاز أخطر مما كان قبل معركة السبلة. انفجر الهياج ضد ابن سعود وانقلب إلى ثورة علنية ضمت بعض من قبائل عتيبة والعجمان ومطير، وتبين من الوضع أن الإخوان يهدفون في الثورة الثانية إلى إشاعة الفوضى في نجد لهدم ما بناه الملك عبد العزيز، فهم لم يقوموا بمهاجمة الحدود الشمالية والقبائل المجاورة، ولكن جعلوا أواسط الجزيرة وشمالها مسرحا لحرب عصابات واسعة النطاق. لم يعد الإخوان يسترون شهوتهم إلى النهب والسلب، فهاجموا قرى القصيم ونهبوها، واعتدوا أواخر 1929 على قافلة كبيرة للتاجر النجدي ابن شريدة متجهة إلى الشام من بريدة، فقتلوا ابن شريدة ومن معه ونهبوا القافلة، فأضحت الرياض كأنها جزيرة وسط بحر من الثورة.
وفي 2 أغسطس/آب قام الدويش بشن غارة ناجحة في القاعية على قوة من قبيلتي سبيع والسهول تتبعهم سرية من قوات الملك عبد العزيز قتل أكثرها وعلى الرغم من عدم الاستيلاء على جمال إلا أنها أدت إلى تراجع قوات عبد العزيز آل سعود إلى الرياض بعد أن كانت تضرب خيامها في حفر العتش.
في 5 أغسطس هاجم محمد ابن وذين من شيوخ العجمان قافلة للأمير سعود ابن الملك ودمر 14 سيارة من سيارات النقل. وأرسل بعدها فيصل الدويش ابنه عبد العزيز الدويش بصحبة 650 مقاتلًا في غزوة انطلقت في 15 أغسطس 1929 لغزو قبائل شمر والعمارات تمكنوا من خلالها من الاستيلاء على العديد من الجمال بالإضافة إلى استيلائهم على قافلة سعودية تنقل ما مقداره 10 آلاف ريال من الزكاة كانت متوجهة من مدينة حائل. وقد جمع عبد العزيز بن جلوي قواته لقطع خط الرجعة على الإخوان ونشبت معركة عند آبار أم رضمة في 11 سبتمبر/أيلول، وقتل عبد العزيز الدويش بالمعركة وغالبية من معه.
وفي 22 أغسطس انتقل فيصل الدويش إلى حفر الباطن حيث تمكن من استمالة فرع بريه الكبير من قبيلة مطير، فحملوا خيامهم وعددها ثمانمئة خيمة وساروا نحو الأحساء وانضموا إلى الثوار، وبعدها بأسابيع حاول قسم من البرية دخول بادية الكويت وخيموا في الجهراء ولكن سرعان ما أخرجوا منها. 
وفي 30 أغسطس / 24 ربيع الأول اضطر فيصل الدويش وفي حاجته لمراع جديدة للأعداد الضخمة من الجمال والأغنام من دخول الكويت من جهة الجنوب وأقام معسكرا ضخما حول آبار الصبيحية، وقدرت أعداد المقاتلة بحوالي خمسة آلاف مقاتل وألفي خيمة ومئة ألف جمل. وحاول اقناع المعتمد السياسي في الكويت الذي طلب منه الخروج من الكويت فورا انه ليس على خلاف مع البريطانيين، وأنه وقبيلته كانوا في السابق من رعايا الكويت ويريدون العودة إلى ولائهم القديم، وأنهم يعانون شحا كبيرا في الأغذية والمؤن، فاعطيت له مهلة يومين مع التعهد بالخروج خلال اليومين.

## انتهاء الثورة
في هذه المحنة لجأ الإمام عبد العزيز إلى حلفائه الإنجليز طلبا للمساعدة فلم يخيبوه إذ لم يعد لبريطانيا في الجزيرة غيره، فاتخذت موقفا متشددا ضد التمرد. فانهالت شحنات الأسلحة وعادت الأموال والمساعدات تتدفق على الإمام عبد العزيز. في حين لم يكن للثوار سوى البنادق القديمة، أصبح جيش الإمام مجهزا بالسيارات المصفحة والمدافع الرشاشة، وساعدت بريطانيا عبد العزيز في ضرب الثوار بقنابل طائراتها، كما رتبت مع شيخ الكويت أحمد الجابر ان يستعمل القوة ضد الثوار في حال لجوئهم للكويت مقابل مساعدته في تسوية خلافاته مع الملك عبد العزيز. كما قدم القائد الإنجليزي السير غلوب باشا (أبو حنيك) خدمات عسكرية ضد الإخوان. وهكذا حوصر الإخوان من الحدود العراقية والكويتية إضافة إلى حصارهم في نجد.
كان استسلام عتيبة وبني عبد الله من مطير في القصيم انتكاسة للإخوان. فتمكنت القوات السعودية من التقدم باتجاه الحفر فدخل الإخوان إلى الكويت صوب الجهراء. فمنعتهم القوات البريطانية من الدخول ورفضت طلبا بحماية النساء والمؤن من هجوم القبائل العراقية في غياب الدويش. فوجد الدويش نفسه أنه من المستحيل القيام بأي عمل ضد القوات السعودية. فأرسل الدويش إلى الإمام عبد العزيز أواخر 1929 موضحا له أن الغزو هو مصدر رزقه وعشيرته الوحيد: «فأما أن يغزو المشركين في العراق والأردن والكويت ويأكل من الغنيمة أو يغزو القبائل التي من حوله ويعيش على السلب»، ولكن الإمام رفض هذا المنطق بحكم مسؤوليته بحفظ الأمن وارتباطه بمعاهدات خارجية مع الدول المجاورة له، وأرسل في 29 نوفمبر إلى الكويت برسائل تفيد انه يقترب من الكويت بجيش كبير طالبا من الشيخ أحمد الجابر ان يمنع الثوار من عبور الحدود محملا إياه مسئولية إيوائه أحدا منهم فبدأت طلائع جيش ابن سعود بالتوافد ابتداء من يوم 18 ديسمبر، وفي نفس الوقت بدأ اعداد الثوار الموجودة بالباطن حتى الرقعي بالتقلص، وأخذ زعماء الثوار ينتقلون إلى معسكر ابن سعود أو ينتقلون بهدوء إلى الجنوب، وارسل فيصل الدويش إلى البريطانيين يطلب التسليم ومعرفة شروطها.

### هجومعبد المحسن الفرم
كان عبد المحسن الفرم من شيوخ قبيلة حرب قد خرج في نهاية أكتوبر للإغارة على الثوار في الأراضي الكويتية بتحريض من ابن سعود غير أنه لما علم بتسرب أخبار غزوته واستعداد الثوار لملاقاته تعكر مزاجه وعاد إلى موطنه دون أن يهاجمهم، وقد تسببت هذا المحاولة الفاشلة في إثارة تعليقات استهزائية من ابن سعود في العلن ونقل هذا الهزء إلى عبد المحسن الفرم فأراد أن يمحو العار وأن يغزو الدويش، فانطلق مرة أخرى في ديسمبر دون علم ابن سعود ووصل إلى الدويرة في 22 ديسمبر. في أثناء ذلك كان الدويش مخيما في الظرابين وقد تخلى عنه شيخان من شيوخ مطير هما هايف الفغم وسلطان بن مهيليب واتجهوا إلى جنوبا إلى جرية وطلبا الاستسلام إلى ابن سعود في حين كان العجمان مع فرع الدياحين من مطير يخيمون في أبرق الحباري على بعد 40 ميلا عن مخيم الدويش.
تقدم عبد المحسن الفرم إلى شعيب فيلج في 27 ديسمبر ويعود سبب تأخره إلى ارساله رسائل لمشل بن طواله شيخ الأسلم من شمر وعجمي بن سويط شيخ الظفير للانضمام إليه وكانت قبائل شمر والظفير والتي كانت تخيم في شعيب جريم قد نقلت مخيماتها في 17 ديسمبر إلى الجليدة حيث يخيم غلوب باشا قائد شرطة البادية العراقية طلبا للحماية بعد قدوم الدويش إلى الرقعي خشية أن تتعرض للهجوم.
في شعيب فليج انضم مشل بن طواله وعجمي بن سويط إلى قوات عبد المحسن الفرم بعد أن تركوا مخيماتهم تحت حماية غلوب باشا. في أثناء ذلك كان ابن سعود قد تقدم إلى اللصافة وأرسل 4 عجلات للاستطلاع وقد أسروا رجلا من الدياحين أخبرهم أن الدويش يعسكر في الظرابين.
عند غروب يوم 28 ديسمبر تقدم عبد المحسن الفرم وحلفاؤه من شعيب فليج إلى الظرابين وكانت حرب على الميمنة وشمر الظفير على الميسرة وقبل ساعتين من بزوغ الفجر أصبحوا على مسافة قصيرة من مخيمات مطير توقفوا في الظلام وأناخوا جمالهم بانتظار ضوء النهار. كانت جميع خيام مطير تغط في النوم ولم يكن هناك مستطلع أو خافر على مشارف المخيم حيث كان الدويش يعتمد على جواسيسه في اللصافة لتحذيره من تقدم ابن سعود ولم يكن يخطر في باله أن احدا سيهاجمه غير ابن سعود كما كان ينتظر ردا من ابن سعود على شروط الاستسلام
عند بزوغ الضياء الأول لفجر 28 ديسمبر عاود الغزاة الركوب ورفعوا آلوية الحرب وتدفق الفرسان وراكبوا الجمال كالسيل على المخيمات الغافية., قد ظن رجال مطير في البداية أن مهاجمهم هو ابن سعود الذي يفوقهم بالعدد لذا لم تدخل في أذهاتهم فكرة المقاومة ووفقا للميل الفطري لدى البدو ركضوا إلى جمالهم التي تعتبر المصدر الأساسي لثروتهم وتخلوا عن خيامهم وكان بيع بعيرين أو ثلاثة يعوضهم عن قيمة بيت الشعر وأثاثه البسيط، لم تكن هناك أي مقاومة للهجوم. كان المهاجمون يخشون من هجوم مقابل مقابل عندما يدرك الهاربون أنهم قد فروا من غزاة بدو أخرى ن وليس من ابن سعود وعلى أية حال اقتنعوا بلم شتات الأعداد الكبيرة من الجمال التي استولوا عليها والتي تبلغ حوالي 5 آلاف جمل ثم نهبوا الخيام. صد الهجوم في النهاية لكن مع خسائر بلغت خمسين قتيلا. وقد تم عزل عبد المحسن الفرم نتيجة هجومه بدون إذن من الملك.
الاستسلام

رفض الثوار شروط الاستسلام بادئ الأمر وحاول الدويش اختراق جيش بن سعود ليتمكن من دخول نجد واحتلالها بعدما تعسر عليه دخولها عن طريق العراق عندما واجهته الطائرات البريطانية. ولكن ارتباك الثوار وتضعضعهم ومحاصرة نيران الطيران لهم في الجهراء أدى إلى استسلام نايف ابن حثلين يوم 9 يناير إلى سلاح الطيران الملكي، الأمر الذي دفع فيصل الدويش إلى تغيير رأيه بشق طريقه عبر قوات ابن سعود، فاستسلم هو الآخر ومعه صاهود ابن لامي يوم 10 يناير 1930، فأرسل الزعماء الثلاث إلى البصرة جوا حيث نقلوا إلى السفينة البريطانية «لوبين» المرابطة على شط العرب. أما فلول الثوار من الدوشان والدياحين من قبيلة مطير وكذلك قبيلة العجمان فقد طلب منهم التجمع في جريشان - روضتين بالقرب من مركز صفوان الحدودي بحراسة مسلحة تابعة لسلاح الجو الملكي إلى أن يتسنى تسليمهم إلى ابن سعود. وقد جرت مفاوضات بين الإنجليز وبين الإمام حول الزعماء الثلاث، وفي يوم 26 يناير تم الاتفاق على الشروط التالية:
- ان يحفظ ابن سعود ارواح الزعماء واتباعهم.
- ان كانت هناك عقوبة فيجب أن تكون مرفقة بالرحمة.
- يتعهد ابن سعود بمنع أي غزوات مستقبلا على الحدود الكويتية العراقية عملا ببنود معاهدة بحرة مع إعادة المسلوبات ان تم ذلك.
- ان يدفع ابن سعود مبلغ 10 آلاف جنيه استرليني تعويضا لقبائل الكويت والعراق.[59]

## مابعد الاستسلام
نقل الزعماء الثلاثة جوا إلى مخيم الإمام عبد العزيز يوم 29 يناير، وكذلك القبائل الثائرة التي تعرضت أثناء ابعادها شمال الكويت لغزوات من قبيلة الظفير انتقاما لغزوات سابقة وسلبوهم جمالهم واغنامهم على مرأى من سلاح الجو الملكي فقد سمح لها باستئناف مسيرهم باتجاه نجد، واقتادتهم السيارات المسلحة عبر المناقيش إلى الحدود حيث تسلمهم مبعوثو الإمام يوم 4 فبراير ووزعوهم على الهجر.
ومن جملة العقوبات التي فرضت على مطير:
- مصادرة جميع الجمال العائدة إلى فيصل الدويش شخصيا ومن ضمنها الشروف، وكذلك جميع الخيول.
- مصادرة جميع الأسلاب التي حصل عليها الدوشان (عائلة الدويش) من الغير مع عدم التعرض لممتلكاتهم الأصلية.
- مصادرة جميع الأسلاب التي حصل عليها المطران من جمال وخيل وممتلكات أخرى من الغير.
- لم يتم التعرض لأملاك فيصل الشبلان وعبد العزيز بن ماجد الدويش لأنهما استسلما طوعا للملك.
- لم تصادر البنادق مهما كان نوعها.
- عوملت قبيلة العجمان نفس المعاملة.[60]

قام الملك عبد العزيز بعد ذلك بتسريح قوات الإخوان وتشتيتهم ودمر عددا من هجرهم من بينها الغطغط قاعدة سلطان بن بجاد، فانتهى أمرهم كقوة محاربة. أما الشيخ أحمد الجابر فقد نال جراء تعاونه في دحر الثوار وسام الفارس من إمبراطورية الهند البريطانية ووسام الفارس لنجمة الهند وذلك سنة 1930.